# Comuna Bolotești, Vrancea
Bolotești este o comună în județul Vrancea, Moldova, România, formată din satele Bolotești (reședința), Găgești, Ivăncești, Pietroasa, Putna și Vităneștii de sub Măgură.

## Așezare
Este situată la poalele de sud-est ale Măgurii Odobești, pe râul Putna, la 15 km de Panciu. Este străbătută de șoseaua națională DN2D, care leagă Focșaniul de Târgu Secuiesc. Din acest drum se ramifică la Putna șoseaua județeană DJ205P care duce spre est la Garoafa (unde se termină în DN2); la Bolotești, DN2D se intersectează cu șoseaua județeană DJ205B, care duce spre sud la Odobești (unde se termină în DN2M) și spre nord la Țifești și Panciu (unde se termină în DN2L).

## Demografie
Componența etnică a comunei Bolotești
     Români (95,48%)
     Alte etnii (0,21%)
     Necunoscută (4,31%)
Componența confesională a comunei Bolotești
     Ortodocși (94,79%)
     Alte religii (0,52%)
     Necunoscută (4,69%)
Conform recensământului efectuat în 2021, populația comunei Bolotești se ridică la 5.203 locuitori, în creștere față de recensământul anterior din 2011, când fuseseră înregistrați 4.231 de locuitori. Majoritatea locuitorilor sunt români (95,48%), iar pentru 4,31% nu se cunoaște apartenența etnică. Din punct de vedere confesional, majoritatea locuitorilor sunt ortodocși (94,79%), iar pentru 4,69% nu se cunoaște apartenența confesională.

## Istorie
La sfârșitul secolului al XIX-lea, comuna făcea parte din plasa Gârlele a județului Putna și era formată din satele Bolotești, Căpotești, Ivăncești, Purcelești și Suhintea, cu 1472 de locuitori. În comună funcționau cinci biserici și o școală mixtă cu 24 de elevi (dintre care 10 fete). La acea vreme, pe teritoriul actual al comunei, mai funcționa în aceeași plasă și comuna Găgești, formată din satele Chetroasa, Cucueții de sub Măgura, Găgești și Vităneștii de sub Măgura, având 1875 de locuitori. În comuna Găgești funcționau patru biserici (la Găgești, Vitănești, Chetroasa și Cucueți) și o școală mixtă cu 43 de elevi (dintre care 6 fete).
Anuarul Socec din 1925 consemnează comuna în aceeași plasă, cu o populație de 1520 de locuitori în satele Băncilă, Bolotești, Căpotești, Ivăncești, Purcelești și Scânteia. Aceeași sursă consemnează comuna Găgești cu satele Cucueții de sub Măgură, Găgești, Pietroasa, Vităneștii de Sus și Măgura, cu 3200 de locuitori. În 1931, comuna Găgești era împărțită în satele Găgești, Pietroasa și Vităneștii de sub Măgură.
În 1950, comunele au fost arondate raionului Focșani din regiunea Putna, apoi (după 1952) din regiunea Bârlad și (după 1956) din regiunea Galați. Comuna Găgești a fost desființată în 1964, și inclusă în comuna Bolotești. În același an, satul Purcelești capătă denumirea de Putna.
În 1968, comuna a fost transferată la județul Vrancea. Tot atunci, satul Băncilă a fost desființat și contopit cu satul Bolotești iar satul Căpotești a fost contopit cu satul Putna.

## Monumente istorice
Două obiective din comuna Bolotești sunt incluse în lista monumentelor istorice din județul Vrancea ca monumente de interes local, ambele fiind clasificate ca situri arheologice: necropola tumulară de pe terasa superioară a râului Putna de lângă Bolotești, aparținând culturii de stepă nord-vest pontice din Epoca Bronzului timpuriu; și așezarea din Dealul Înalt, de la sud-vest de satul Pietroasa, aparținând culturii Cucuteni din eneolitic.

## Politică și administrație
Comuna Bolotești este administrată de un primar și un consiliu local compus din 13 consilieri. Primarul, Fănică Popa[*], de la Partidul Național Liberal, este în funcție din 2016. Începând cu alegerile locale din 2024, consiliul local are următoarea componență pe partide politice:
|  | Partid                          | Consilieri | Componența Consiliului | Componența Consiliului | Componența Consiliului | Componența Consiliului | Componența Consiliului | Componența Consiliului | Componența Consiliului | Componența Consiliului | Componența Consiliului | Componența Consiliului |
|  | ------------------------------- | ---------- | ---------------------- | ---------------------- | ---------------------- | ---------------------- | ---------------------- | ---------------------- | ---------------------- | ---------------------- | ---------------------- | ---------------------- |
|  | Partidul Național Liberal       | 10         |                        |                        |                        |                        |                        |                        |                        |                        |                        |                        |
|  | Partidul Social Democrat        | 2          |                        |                        |                        |                        |                        |                        |                        |                        |                        |                        |
|  | Alianța pentru Unirea Românilor | 1          |                        |                        |                        |                        |                        |                        |                        |                        |                        |                        |

## Personalități născute aici
- Sfântul Ierarh Varlaam al Moldovei (n. 1580, 1585? – d. 18 august 1657), Mitropolit al Moldovei (1632-1653), în timpul domniei lui Vasile Lupu), scriitor și om de cultură
- Vasile Țiroiu (1890-1976), magistrat și prefect liberal al județului Putna
- Ion Cristoiu (n. 1948), jurnalist